# 北東グリーンランド国立公園

北東グリーンランド国立公園の場所

北東グリーンランド国立公園（ほくとうグリーンランドこくりつこうえん、グリーンランド語:Kalaallit Nunaanni nuna eqqissisimatitaq、デンマーク語:Grønlands Nationalpark）とは、グリーンランドの北東にある世界で最大かつ最も北極点に近い国立公園である。

## 概要
1974年3月22日に設立。1988年に公園面積が拡大されて、現在の97万2000平方キロメートルとなった。気候は極めて寒冷である。動物相としては、ジャコウウシがおよそ5,000頭から15,000頭ほど生息（世界全体での生息数の40%に該当）していると考えられているほか、多数のセイウチとホッキョクグマが生息している。1977年にユネスコの生物圏保護区に登録されたが、2019年に申請により登録を撤回した。また、南東部のグリーンランド海沿いのホーホシュテッター前地には低木のヒース、草原、湿地、河川、池などがあり、北東部の氷河とグリーンランド海に囲まれた海岸平野のキーレンには砂利が多く、周辺地域より植生密度が高い。この2か所はコザクラバシガン、シロハラネズミガン、ホッキョクオオカミ、ホッキョクグマ、シロフクロウ、ホッキョクイワナ、セイウチ、ホッキョククジラなどの動物の生息地であり、1988年にラムサール条約登録地となった。
訪問手段が飛行機で行くしかないため、規模と知名度に対し来訪者は多くない。

## 人口

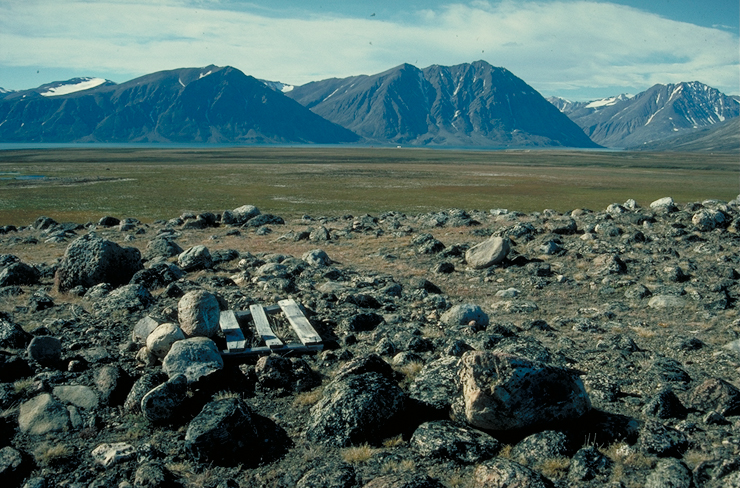
Zackenberg基地

この国立公園内に定住している人は現在いない。1986年には40名がMestersvigに定住しており、そのほか夏季には400か所の場所が利用されていた。この40名は採掘調査に携わっていたが、調査地での活動が終了されると、この40名の定住者は国立公園を離れた。以後の国勢調査では定住者は0名とされている。現在は、31名および110匹の犬が以下の地点で越冬して暮らしている。
Summit Campを除いてすべて海岸沿いに位置している。
- Daneborg（12名）- 公園警備のためのデンマーク海軍部隊が本部とする
- Danmarkshavn（8名）- 民間の気候調査地
- ノード基地（5名） - 軍事基地
- Mestersvig（2名）- 軍の前哨地で、1800mの砂利の滑走路がある
- Zackenberg（0名） - 夏季限定の調査基地
- Summit Camp（4名）- 氷床調査基地

夏季には科学者が訪れるため、滞在者数は増える。調査基地「ZERO」（Zackenberg Ecological Research Operations、北緯74度28分11秒 西経20度34分15秒 / 北緯74.469725度 西経20.570847度）には20名以上の科学者が滞在できる。